# Adolf Greifenhagen
Adolf Greifenhagen (* 31. Dezember 1905 in Königsberg (Ostpreußen); † 27. Januar 1989 in Berlin) war ein deutscher Klassischer Archäologe und Museumsdirektor.

## Leben
Adolf Greifenhagen studierte seit 1924 Klassische Archäologie an der Albertus-Universität Königsberg und gehörte seither der Königsberger Burschenschaft Gothia an. 1929 wurde er bei Bernhard Schweitzer promoviert. 1932/33 erhielt er das Reisestipendium des Deutschen Archäologischen Instituts. Es folgte ein Jahr am Deutschen Archäologischen Institut in Rom, wo er unter Ludwig Curtius zusammen mit Hermine Speier den Aufbau der Photoabteilung begann. Anschließend arbeitete er als Assistent in Königsberg und Bonn. Ab 1937 übernahm er die Redaktion des Corpus Vasorum Antiquorum Deutschland in München. Von 1939 bis 1943 leistete er Militärdienst, anschließend war er bis 1955 in sowjetischer Kriegsgefangenschaft. 
Zum 1. Juli 1957 wurde Greifenhagen Kustos der Antikensammlung in Kassel, aber schon einen Monat später wurde er an die Antikensammlung in Berlin gerufen. Vom 1. Oktober 1958 bis zu seiner Pensionierung am 30. Dezember 1970 war er Direktor der Antikensammlung in West-Berlin, bis 1962 auch kommissarischer Direktor des Ägyptischen Museums. Schon im Mai 1960 konnte er die Neuaufstellung der Antikensammlung im westlichen Stülerbau gegenüber dem  Charlottenburger Schloss eröffnen.
Greifenhagen war seit 1939 Mitglied des Deutschen Archäologischen Instituts, von 1962 bis 1972 von dessen Zentraldirektion. Seit 1964 war er Mitglied des Montagsklub, seit 1965 Mitglied der Heidelberger Akademie der Wissenschaften, seit 1965 der Bayerischen Akademie der Wissenschaften, seit 1982 der British Academy. Seit 1966 war Greifenhagen Honorarprofessor an der Hochschule für Bildende Künste in Berlin, seit 1970 an der Freien Universität Berlin.

## Veröffentlichungen (Auswahl)
- Eine attische schwarzfigurige Vasengattung und die Darstellung des Kosmos im VI. Jahrhundert. Königsberg 1929 (Dissertation).
- Beiträge zur antiken Reliefkeramik (=  Jahrbuch des Deutschen Archäologischen Instituts Ergänzungs-Heft 21). de Gruyter, Berlin 1963.
- Schmuckarbeiten in Edelmetall. Staatliche Museen Preuss. Kulturbesitz Antikenabteilung Berlin. 2 Bände, Gebr. Mann, Berlin 1971–1975, ISBN 3-7861-6072-4; ISBN 3-7861-6182-8.
- Schmuck der Alten Welt. Gebr. Mann, Berlin 1974, ISBN 3-7861-2223-7.